# Armes d'honneur

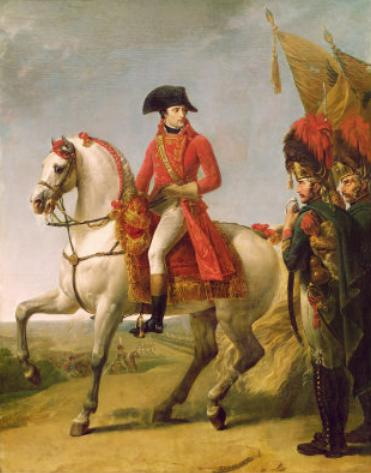
Napoléon distribuant des sabres d'honneur après la bataille de Marengo

Les armes d'honneur sont des armes distribuées aux militaires ou civils en récompense de faits d'éclats. La récompense porte en général le nom et le fait d'armes pour lequel elle est remise.

## En France
Instituées par l'arrêté du 4 nivôses An VIII (25 décembre 1799) pris par le Consulat, les armes d'honneur étaient des récompenses attribuées aux militaires pour de hauts faits d'armes. Le pendant civil de cette distinction est l'écharpe d'honneur. Cette récompense sera remplacée par la Légion d'honneur et ses bénéficiaires se retrouveront automatiquement titulaires de cette nouvelle décoration.

### Catégories
Chaque composante des armées napoléoniennes aura sa distinction qui lui sera propre, ainsi seront créées plusieurs armes d'honneur :
- fouets d'honneur attribués au conducteurs des pièces d'artillerie.
- fusils d'honneur et sabres-briquets d'honneur attribués aux soldats et aux grenadiers.
- grenades d'honneur et grenades d'or attribuées aux artilleurs pour la précision de leurs tirs avec grenades ceinturées d'un losange d'or placé sur fond de velours noir et portées sur le baudrier, plus tard au bras gauche au-dessus du parement.
- baguettes d'honneur pour les tambours avec douille d'argent cerclant les baguettes.
- trompettes d'honneur pour les clairons et trompettes avec bandeau d'argent entourant le pavillon avec inscription attributive.
- mousquetons d'honneur et fusils de dragon d'honneur pour les troupes de cavalerie.
- hache d'abordage d'honneur pour les marins.
- pistolets d'honneur et sabres d'honneur remis uniquement aux officiers et sous-officiers.

Leur remise entraînait une haute paye journalière de cinq centimes. Toutes ces armes étaient du modèle réglementaire, mais de finition plus soignée. Elles étaient garnies des attributs d'argent à 15 onces. Pour les armes à feu : petit tambour à recouvrement du bassinet et écusson attributif sur la joue droite de la crosse portant le nom du bénéficiaire avec indication de l'action d'éclat ayant motivé la remise ; 
A noter que les fouets d'honneur  semblent n'avoir jamais existé concrètement .Matériellement , leurs existences reste donc à prouver...  
- Institués par l'arrêté du 4 nivôse An VIII[1] (25 décembre 1799) pris par le Consulat, les armes d'Honneur étaient des récompenses attribuées aux militaires pour de hauts faits d'armes. Le pendant civil de cette distinction est l'écharpe d'honneur.

Cette récompense sera remplacée par la Légion d'honneur et ses bénéficiaires se retrouveront automatiquement titulaire de cette nouvelle décoration.
Les sabres d'honneurs, répartis en trois catégories seront attribués pour des actions exceptionnelles sortant du cadre d'attribution des autres armes d'honneur.

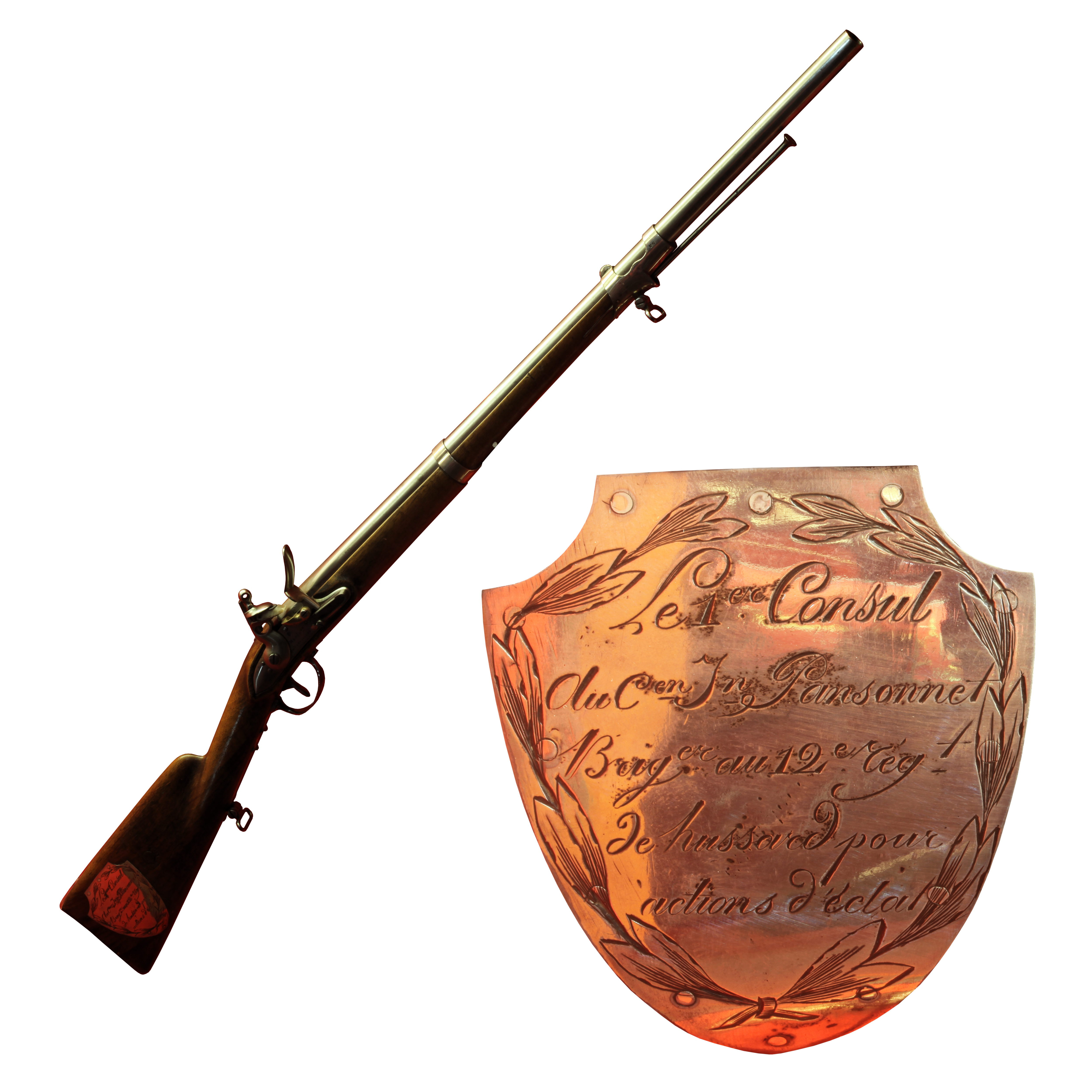
Carabine d'honneur : « Le 1er Consul au citoyen Jean Pansonnet, brigadier au 12e régiment de hussards, pour action d'éclat. »
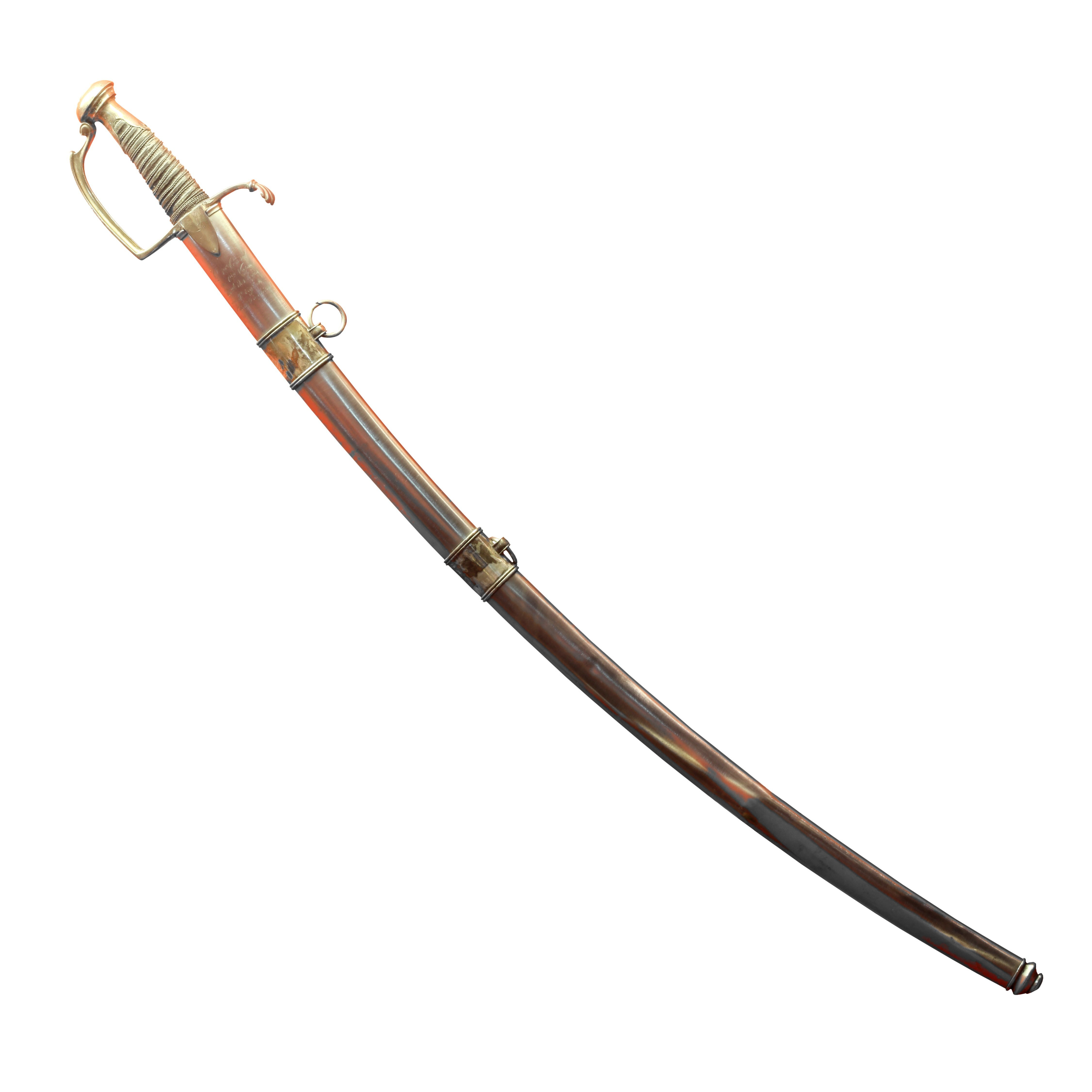
Sabre d'honneur : « Le Premier Consul au citoyen Antoine Vigne, maréchal des logis au 5e régiment de chasseurs à cheval. »
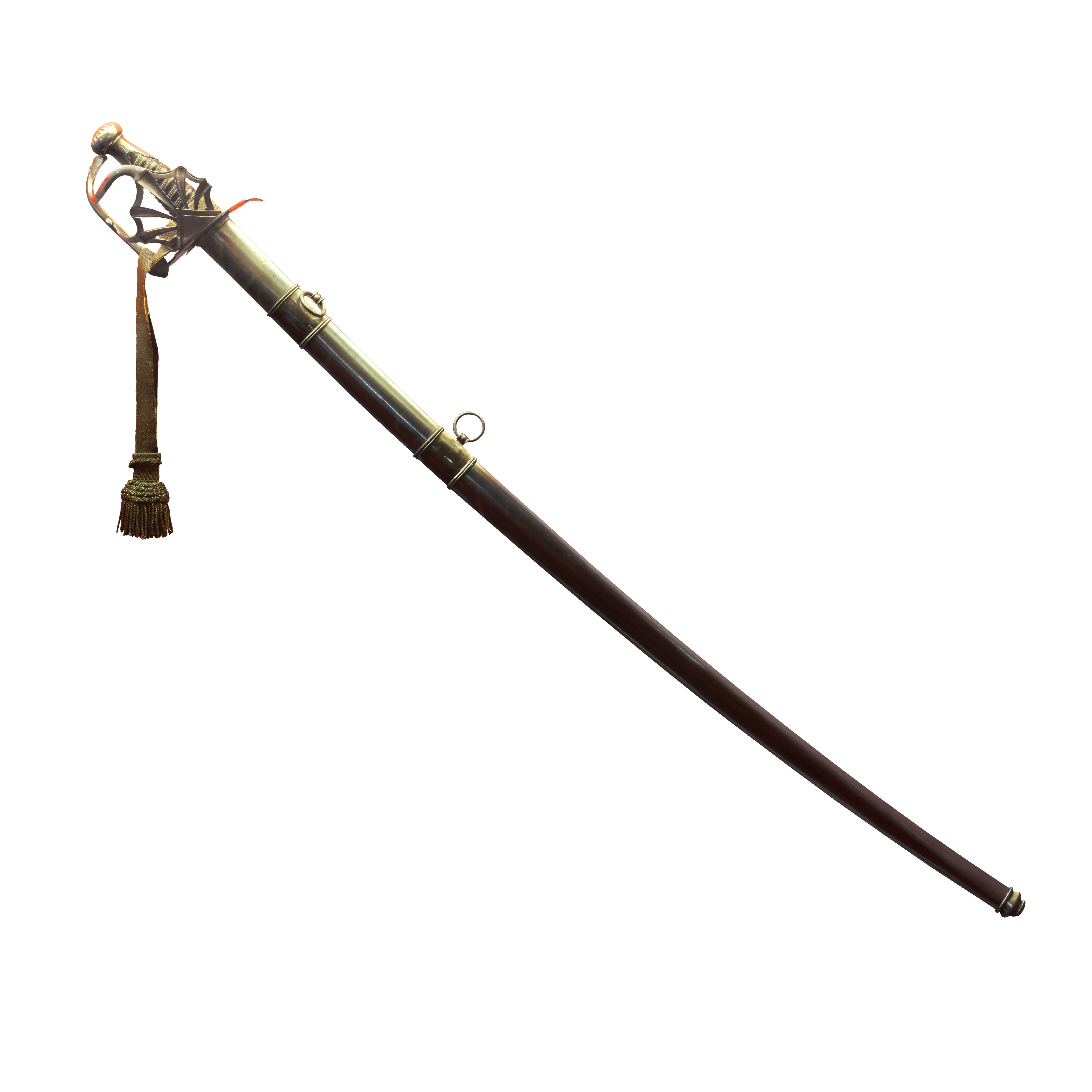
Sabre d'honneur : « Le Premier Consul au citoyen Rénade Conrot, maréchal des logis au 5e régiment de chasseurs à cheval. »
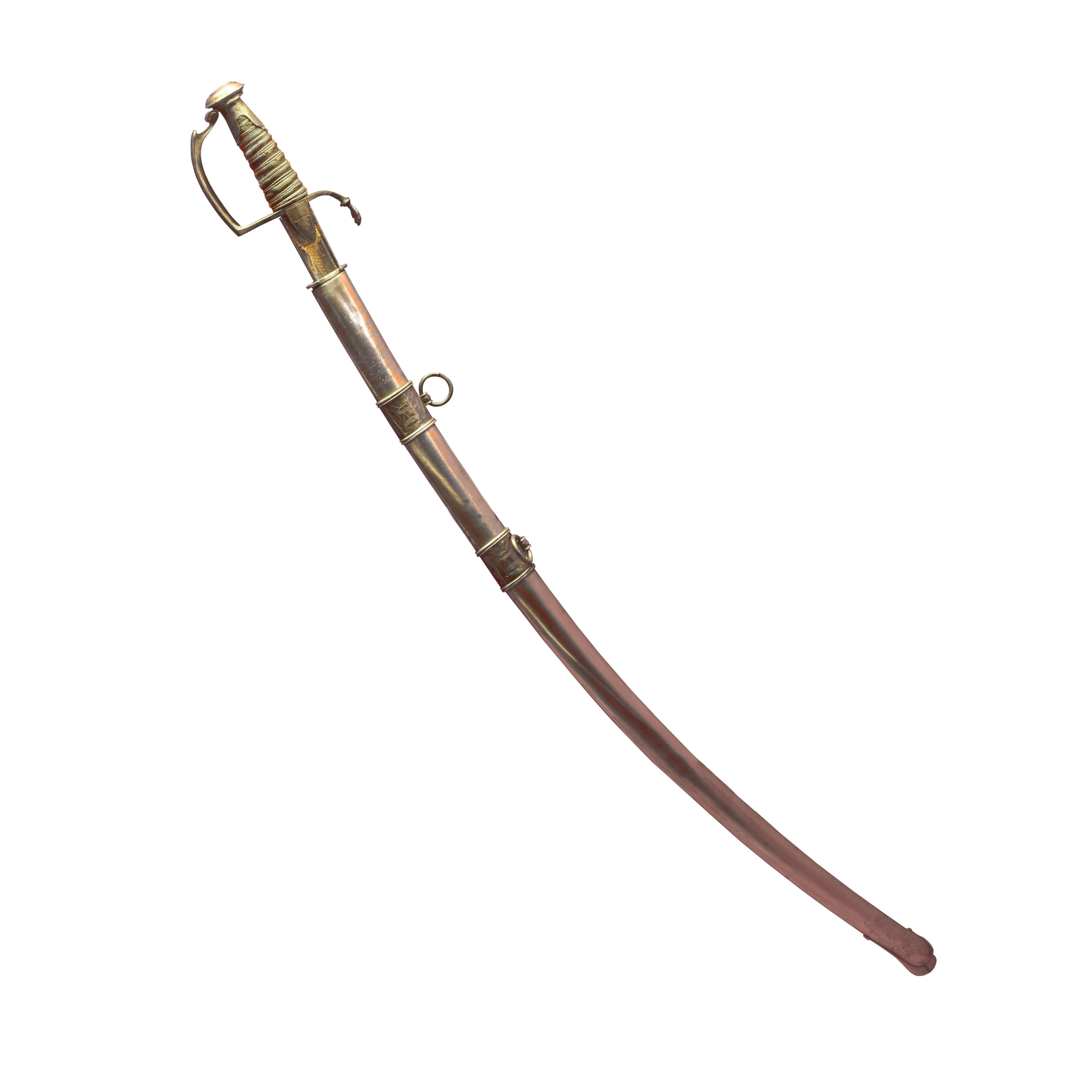
Sabre d'honneur : « Le Premier Consul au citoyen Joseph Davance, sous-lieutenant au 10e régiment d'infanterie légère, pour action d'éclat ».
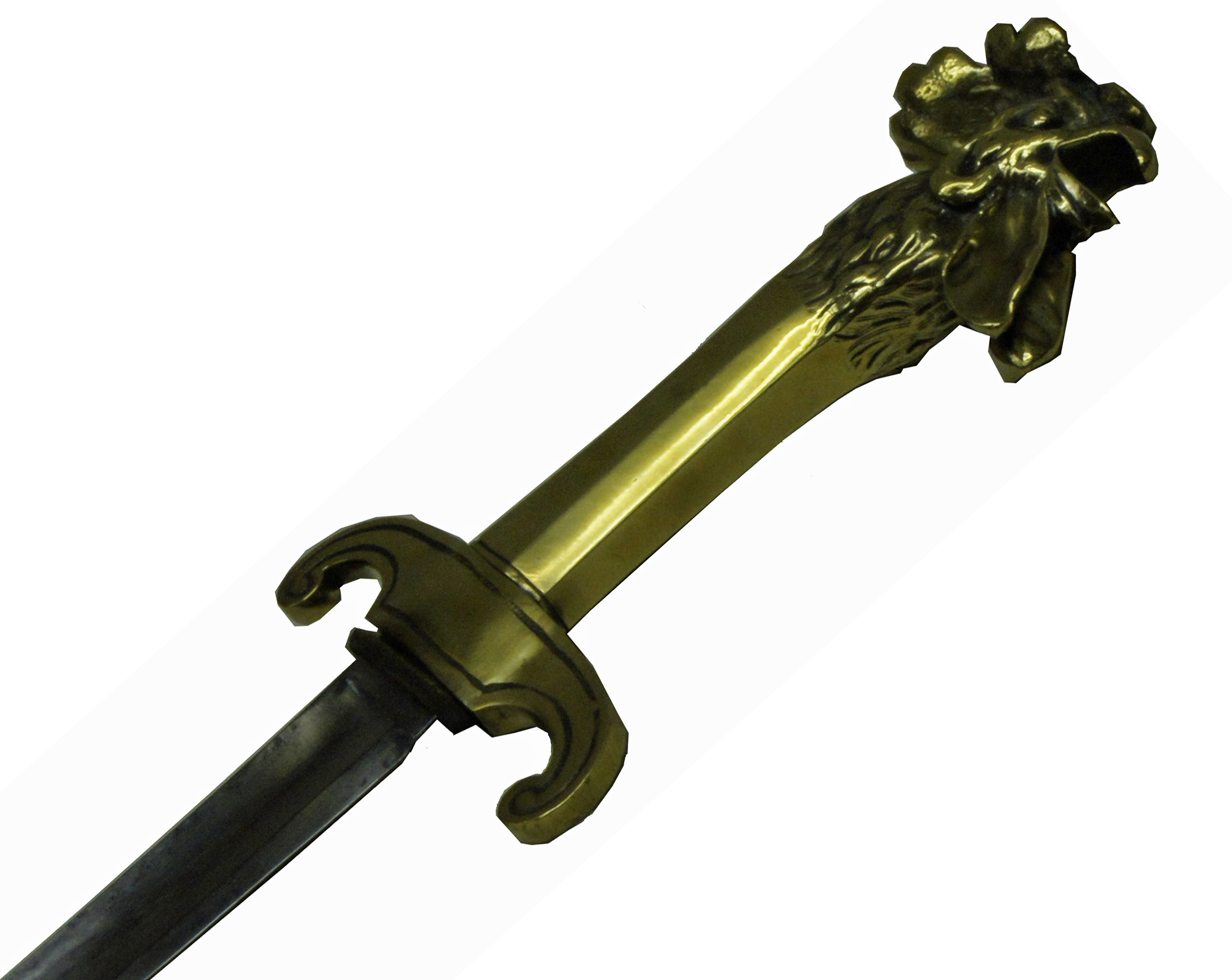
Sabre d'honneur d'infanterie, détail.

## En Russie
La première arme d’honneur documentée en Russie, un sabre, fut remise en 1642 par le tsar Michel Ier à Bogdan Matveïevitch Khitrovo. En 1667 la première arme à feu d’honneur est remise à l’ataman Minaïev mais traditionnellement des armes blanches sont décernées pour mérite.
Une utilisation systématique d’armes d’honneur commence avec la création d’une armée régulière par Pierre le Grand. En 1797 Paul Ier crée les épées de l’ordre de Sainte-Anne, son fils et successeur Alexandre Ier réglemente le statut des armes d’honneur par son oukaze du 28 septembre 1807. Il instaure quatre catégories d’armes :
- arme d’or sans inscription ;
- arme d’or avec inscription « pour bravoure » ;
- arme d’or avec diamants ;
- lames ornées de diamants et de feuilles de laurier.

L’usage de ces armes se généralise lors des guerres napoléoniennes. En 1913, lors de la refonte des statuts de l’ordre impérial et militaire de Saint-Georges, l’arme de Saint-Georges est institutionnalisée.

### Continuation
L'Armée rouge, entre 1919 et 1930, remettait comme plus haute distinction une arme d'honneur révolutionnaire. Il y eut aussi des armes blanches comme récompense lors de la Seconde Guerre mondiale. Malgré une législation sur le port d'armes, la fédération de Russie accorde le privilège sur le port des armes blanches d'honneur remises encore aujourd'hui aux membres de l'armée ou de la police.

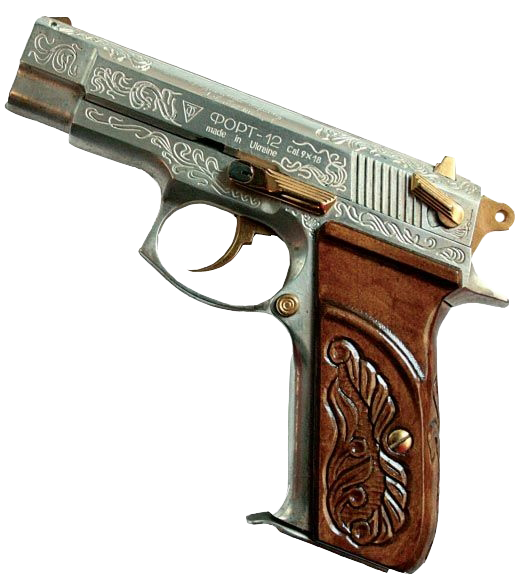
Arme à feu nominative décernée par l'État ukrainien.

## EnUkraine
L'État octroie actuellement des récompenses sous la forme d'armes personnalisées pour toutes les forces qui peuvent être amenées à en porter.